# Agnostos theos
Agnostos theós, grek. "okänd gud".
Begreppet "okända gudar" förekommer i den grekiska religionen endast i plural (ágnostoi theoí). Man åkallade dem i kulten för att undvika att någon gud blev förbigången.
Aposteln Paulus utnyttjade denna omständighet vid sin missionspredikan på Areopagen i Aten (Apg. 17:22-34): När jag har gått omkring och sett på era gudabilder har jag nämligen också upptäckt ett altare med inskriften: Åt en okänd gud. Det som ni alltså dyrkar utan att känna till, det är vad jag förkunnar för er.
För övrigt är inte en sådan inskrift i singularis historiskt bestyrkt, utan endast sådana inskrifter, som vänder sig till okända gudar i pluralis, liksom det är osäkert, huruvida detta areopagtal är autentiskt. Mycket tyder på att det är en kompilerad "mönsterpredikan för hedningar".